# Batalla d'Una
La batalla d'Una (en croat: Bitka na Uni) fou una batalla entre les forces regionals otomanes, principalment del Sanjaq de Bòsnia, i el Regne de Croàcia. Lluirada entre el 29 i 30 d'octubre de 1483 prop de Brod Zrinski (actualment Novi Grad a Bòsnia i Hercegovina) al riu Una, fou una de les primeres victòries importants dels croats contra l'Imperi Otomà. L'exèrcit croat era liderat per Matthias Geréb, Ban de Croàcia, i diversos membres de la Casa dels Frankopan, amb la col·laboració d'altres nobles croats i del dèspota de Sèrbia, Vuk Grgurević. El seu objectiu era interceptar els otomans que es movien cap al riu Una. A la batalla, que va durar dos dies, els otomans van ser derrotats i poc després se signà una treva de set anys amb el sultà Baiazet II.

## Context
Després de la caiguda de Počitelj al riu Neretva l'any 1471, tot el territori entre els rius Cetina i Neretva tret de la costa va caure en mans dels otomans. Per evitar la seva expansió, el rei Maties Corví va nomenar Nicolau d'Ilok rei titular de Bòsnia. El Regne de Bòsnia havia estat conquerit pels otomans el 1463, i el seu últim rei, Esteve Tomašević, fou decapitat per Mehmet II. i el seu oncle Radivoj. Bòsnia va caure oficialment el 1463 i es va convertir en la província més occidental de l'Imperi Otomà. Poc després, Nicolau d'Ilok fou nomenat Ban de Croàcia i Eslavònia, fent així una única unitat administrativa. La seva tasca era prendre les parts de Bòsnia que encara conservaven els otomans, però no ho va aconseguir. Després de la seva mort, el rei Maties va atacar Bòsnia i va arribar a Sarajevo, tanmateix, el seu èxit fou temporal. El 1482, els otomans van conquerir Hercegovina. Aquell mateix any, les forces otomanes del Sanjaq de Bòsnia van saquejar la Carniola, mentre que el 1483 van arrasar els voltants de Ptuj a l'Estíria del sud.

## Batalla
A principis d'octubre de 1483, el sultà Baiazet II va enviar una força otomana d'uns 7000 akindji liderada per Harsi Pasha i Serli Hasan. Aquesta força va creuar els rius Una i Sava i va penetrar a Croàcia. Les zones més afectades van ser els camps de Jastrebarsko i Petrovina. El seu exèrcit es va dividir en tres parts, cadascuna seguint el seu curs, una de les quals anant cap a la Carniola i Caríntia el 16 d'octubre. Es va avisar de la incursió Maties Gereb, que havia esdevingut Ban de Croàcia aquell any, però no tenia efectius per lluitar contra els otomans. Així, va començar a organitzar un exèrcit amb els nobles croats; el comte Bernardin Frankopan, Ivan Frankopan Cetinski, Mihovil Frankopan Slunjski, Petar Zrinski i el representant del ban Gašpar Perušić, a qui més endavant se'ls afegiria el dèspota de Sèrbia, Vuk Grgurević, i Blaise Magyar. Es va enviar una part de la cavalleria croata per seguir els otomans des de lluny i interceptar-los si es presentava l'oportunitat.
De tornada, els exèrcits otomans es van unir en un de sol. En saber que els seguia un exèrcit, els otomans van intentar evitar una possible lluita i arribar al Sanjaq de Bòsnia. L'exèrcit croat els va esperar al pas del riu Una prop de Brod Zrinski (actual Novi Grad). Com que no hi havia cap altre pas proper, va esclatar una lluita el 29 d'octubre. Els otomans es van situar al peu d'un turó proper durant la nit, i el conflicte es va reprendre l'endemà, acabant amb una derrota de l'exèrcit otomà. Es van empresonar prop de 2.000 otomans, i més de 1.000 van morir al camp de batalla. Segons un informe del rei Maties Corví, es van alliberar prop de 10.000 presoners cristians. El Rei va enviar una carta de gratitud al ban Maties Geréb i als nobles croats, i va informar el papa Sixt IV de la victòria el 6 de novembre.

## Conseqüències
Poc després de la batalla es va signar una treva per set anys amb el sultà Baiazet II que va durar fins a la mort del rei Maties Corví el 1490. Tot i que durant aquest període no es van produir batalles importants, van seguir els enfrontaments locals a les fronteres. El sultà va fer servir aquesta treva per reforçar el seu lideratge i preparar forces noves per una futura expansió del seu imperi cap a l'oest, que va continuar a partir del 1490. Croàcia va tenir una altra victòria sobre els otomans a la batalla de Vrpile el 1491, però també una derrota a la batalla del camp de Krbava el 1493.